# Lebradea bicornis
Lebradea bicornis är en insektsart som beskrevs av Rauno E. Linnavuori 1953. Lebradea bicornis ingår i släktet Lebradea och familjen dvärgstritar. Inga underarter finns listade i Catalogue of Life.